# Michael Leopold
Michael Leopold (* 24. September 1971) ist ein deutscher Sportkommentator und Moderator.

## Leben
Michael Leopold wuchs im oberbayerischen Iffeldorf auf. Nach seinem Abitur am Gymnasium Penzberg absolvierte er eine Lehre zum Bankkaufmann und studierte Kommunikationswissenschaften an der Ludwig-Maximilians-Universität München. 1996 wechselte er vom Radio- ins Fernsehgeschäft zum DSF. Seit 1999 moderiert und kommentiert Leopold für Sky Deutschland im Fußballbereich. Im Rahmen der Bundesliga-Konferenz ist er ein Mann der ersten Stunde. Mit der Konferenz gewann er sowohl den Deutschen als auch den Bayerischen Fernsehpreis.
2006 und 2010 kommentierte Leopold Spiele der Fußball-Weltmeisterschaft.
Michael Leopold begleitete als Moderator und Kommentator über viele Jahre die DEL und NHL. Im Jahr 2000 kommentierte er das drittlängste NHL-Spiel aller Zeiten. Leopold war siebeneinhalb Stunden live zu hören. Er beendete seinen Kommentar mit den Worten: „It’s All Over Now, Baby Blue!“. Für EA Sports war er mehrere Jahre als Kommentator der deutschen Version der NHL-Reihe tätig.
Leopold ist auch als Autor von Dokumentationen und Reportagen journalistisch tätig. Darüber hinaus ist Michael Leopold für namhafte Unternehmen wie die Deutsche Telekom, Adidas oder die Autostadt als Moderator im Einsatz. Für sein soziales Engagement wurde er im März 2010 mit dem Preis der Bundesliga-Stiftung geehrt.